# Дальний Чебак
Дальний Чебак — река в Томской области России. Устье реки находится в 28 км от устья по правому берегу реки Чебак. Протяжённость реки 16 км.

## Данные водного реестра
По данным государственного водного реестра России относится к Верхнеобскому бассейновому округу, водохозяйственный участок реки — Чулым от водомерного поста села Зырянское до устья, речной подбассейн реки — Чулым. Речной бассейн реки — (Верхняя) Обь до впадения Иртыша.
Код водного объекта — 13010400312115200022176.